# Terrorisme en France en 2022
Pour un article plus général, voir Chronologie des actes terroristes en France.
Cette page présente une chronologie des actes de terrorisme ou projets d'attentats en France durant l'année 2022 ainsi que des principaux événements en relation avec des attentats des années précédentes.

## Attentats
| Date                       | Lieu                                       | Nombre de morts | Nombre de blessés | Description |
| -------------------------- | ------------------------------------------ | --------------- | ----------------- | --- |
| 02/03/2022                 | Maison centrale d'Arles (Bouches-du-Rhône) | 1               | 0                 | Le 2 mars 2022, alors qu'il était dans la salle de sport de la maison centrale d'Arles, Yvan Colonna l'assassin du préfet Claude Erignac, condamné à la réclusion criminelle à perpétuité, est violemment agressé à mains nues par un codétenu. Il est hospitalisé dans un état grave à la suite d'une longue strangulation et d'un étouffement. Initialement annoncé comme décédé, puis en état de mort cérébrale, il est, selon l'un de ses avocats, en coma post-anoxique. Son agresseur, Franck Elong Abé, âgé de 36 ans purge une peine de 9 ans de prison pour "association de malfaiteurs en vue de la préparation d'un acte de terrorisme". Il a été arrêté en Afghanistan où il était parti faire le jihad. Initialement détenu dans la base américaine de Bagram, puis remis à la France, son parcours pénitencier est jonché d'incidents violents (tentative d'évasion, incendies volontaires etc.). Le 6 mars une information judiciaire est ouverte pour "tentative d'assassinat en relation avec une entreprise terroriste" et "association de malfaiteur terroriste", annonce le procureur de la République antiterroriste,. Yvan Colonna meurt des suites de l'agression le 21 mars 2022 à l'hôpital de Marseille où il avait été transféré. |
| 6 au 7 avril               | Canale-di-Verde (Haute-Corse)              | 0               | 0                 | Une résidence secondaire est incendiée à Canale-di-Verde, des tags “Per Yvan” (Pour Yvan Colonna) sont retrouvés. L'attaque est revendiqué par le FLNC. |
| 11/07/2022 (Revendication) | Corse                                      | 0               | 0                 | Le 11 juillet 2022 le FLNC (Front de libération nationale corse) revendique 16 actions terroristes contre des résidences secondaires, des entreprises du bâtiment et des véhicules policiers. Le PNAT s'est saisi du dossier,. |
| 22/11/2022                 | Annecy                                     | 0               | 1                 | Un homme de 22 ans fiché S a attaqué un policier en criant Allah Akbar lors de sa garde à vue au commissariat d'Annecy, il a été mis en examen pour "violences volontaires sur personne dépositaire de l'autorité publique, en relation avec une entreprise terroriste". Le parquet national antiterroriste est saisi. |

## Tentatives et suspicions d'attentats déjouées
| Date         | Lieu                  | Description |
| ------------ | --------------------- | --- |
| 18 mai       | Région parisienne     | Onze personnes soupçonnées d'appartenir au groupuscule d'extrême droite Vengeance patriote sont arrêtées, sur demande d’un juge d’instruction dans le cadre d’une information judiciaire ouverte par le PNAT. Elles sont soupçonnées de préparer des actions violentes.                                                                                                |
| 25 mai       | Drôme                 | Un individu de 18 ans, soupçonné de préparer un acte terroriste à l'arme blanche, est arrêté et mis en examen pour « association de malfaiteurs terroriste criminelle ». Il avait prêté allégeance à l'organisation terroriste État islamique. |
| 31 mai       | Haute-Savoie          | Un individu de la mouvance d'ultragauche a été mis en examen « pour association de malfaiteurs terroriste criminelle » dans une enquête du PNAT. Des matières toxiques, pouvant entrer dans la composition d'explosifs ont été découvertes chez lui. Les enquêteurs soupçonnent l'homme de préparer un attentat au nom d'une « idéologie socialiste révolutionnaire ». |
| 2 juin       | Haut-Rhin             | 4 personnes faisant partie de la sphère néonazie sont arrêtées dans une opération en collaboration avec le PNAT à Brinckheim, près de Mulhouse. Des dizaines d'armes lourdes, mitraillettes, fusils d'assauts, ainsi que de nombreuses munitions et de quoi fabriquer des engins explosifs sont retrouvés chez eux,.                                                   |
| 4 juin       | Ardèche               | Un individu se revendiquant ouvertement néonazi sur les réseaux sociaux est arrêté par la DGSI le soupçonnant de préparer une action violente contre les communautés juives, noires, LGBT et les femmes. |
| 13 septembre | Moselle               | Un individu de 19 ans, proche de la mouvance d'ultradroite et « accélérationiste » est arrêté à Metz par la DGSI pour entreprise terroriste individuelle. Il recherchait à ce procurer des armes pour commettre un crime de haine raciste ou antisémite. Il est mis en examen par un magistrat instructeur antiterroriste.                                             |
| 19 septembre | Val-d'Oise            | Lors d'un contrôle d'identité fortuit à Enghien-les-Bains, une femme de 22 ans s'avère posséder de la documentation djihadiste et sur la confection d'explosifs, ainsi qu'un cutter. Elle est mise en examen à l'issue de sa garde à vue et le PNAT s'est saisi du dossier.                                                                                            |
| 4 octobre    | Haute-Garonne et Tarn | 6 femmes de l'entourage du terroriste Mohamed Merah ont été arrêtées à Toulouse et Albi par la SDAT (sous-direction antiterroriste) assistée du RAID. Elles sont accusées d'avoir séjourné en Syrie. |

## Attaque dont la motivation terroriste est débattue ou non prouvée
| Date       | Lieu                                        | Nombre de morts | Nombre de blessés | Description |
| ---------- | ------------------------------------------- | --------------- | ----------------- | --- |
| 23/12/2022 | Rue d'Enghien, 10e arrondissement de Paris, | 3               | 4                 | Fusillade du 23 décembre 2022 à Paris : Le 23 décembre, une tuerie de masse survient dans le 10e arrondissement de Paris et vise des militants kurdes, faisant trois morts et quatre blessés. Deux des victimes étaient des réfugiés politiques. La piste de l'attentat raciste d'extrême droite est privilégiée par les enquêteurs après que l'auteur présumé de l'attentat a admis être motivé par le racisme et avoir déclaré qu'il n'aimait pas les Kurdes. Il aurait tout d'abord tenté son attaque contre des étrangers à Saint-Denis, avant de renoncer en raison du manque de victimes potentielles et de se rendre dans le 10e,. D'importants débats ont lieu à la suite de la fusillade sur la qualification de l'acte comme acte de terrorisme, ce qui entrainerait des sanctions pénales et investigations plus importantes. Des hommes politiques comme Jean-Luc Mélenchon, Clémentine Autain (LFI) et Ian Brossat (PCF), ou le journaliste Edwy Plenel parlent de "terrorisme raciste". Le Conseil démocratique kurde en France (CDK-F), via son porte-parole Agit Polat, juge « inadmissible [que] le caractère terroriste ne soit pas retenu ». À quelques jours de l'anniversaire de l'assassinat de trois militantes du PKK à Paris, et alors que l'assaillant a visé le siège officieux du PKK en France et tué une responsable internationale. Le PNAT, apres évaluation, ne s'est pas saisie de l'affaire, et le suspect est mise en examen pour « assassinat et tentative d'assassinat en raison de la race, l'ethnie, la nation ou la religion », ainsi que pour « acquisition et détention non autorisées d'arme ». |

## Procès
- 13 juin : Réda Kriket est condamné en appel par la cour d'assises spéciale à 30 ans de réclusion criminelle, avec une période de sûreté des deux tiers, de même que d'autres accusés, Anis Bahri et Abderrahmane Ameuroud, pour la découverte d'un arsenal laissant penser à la préparation imminente d'un attentat en 2016[24].
- 29 juin : la cour d'assises spécialement rend son verdict dans le procès des attentats du 13 novembre 2015. Une vingtaine de condamnations sont prononcées dont la perpétuité incompressible pour Salah Abdeslam. Aucun appel n'est effectué[25].
- 5 octobre : dans le cadre du procès en appel de l'attentat du 20 avril 2017 sur l'avenue des Champs-Élysées à Paris durant lequel Karim Cheurfi avait tué le policer Xavier Jugelé et blessé deux de ses collègues ainsi qu'une touriste allemande, la peine du complice Nourredine Allam à dix ans de réclusion criminelle est confirmée par cour d'assises spéciale pour association de malfaiteurs de vue de la préparation d'un ou plusieurs crimes[26].
- 20 octobre : dans le cadre du procès en appel des attentats de janvier 2015, la peine d'Ali Riza Polat de réclusion criminelle à perpétuité a été alourdie d’une mesure de sûreté de vingt ans, alors que celle d'Amar Ramdani a été légèrement allégée à treize ans de prison, dont deux tiers de sûreté[27].
- 13 décembre : La cour d’assises spéciale de Paris condamne à des peines de 18 ans de prison les deux principaux accusés de l'attentat du 14 juillet 2016 à Nice, Chokri Chafroud et Mohamed Ghraieb, déclarés complices du terrorisme abattu Mohamed Lahouaiej Bouhlel. Accusé de lui avoir fourni une arme de poing, Ramzi Arefa est condamné à 12 ans. Les cinq autres accusés, impliqués dans la fourniture de l’arme, sont condamnés à des peines allant de 2 à 8 ans de prison[28].

## Mémoire et aide aux victimes
- 9 août : pour la première fois, un membre du Gouvernement, le Garde des sceaux Éric Dupond-Moretti, participe à la commémoration du 40e anniversaire de l'attentat de la rue des Rosiers, qui avait fait 6 morts et 22 blessées[29].